# Сабиндиколь
Сабиндико́ль (каз. Сабындыкөл) — село у складі Мугалжарського району Актюбінської області Казахстану. Входить до складу Ащисайського сільського округу.
Населення — 72 особи (2021; 145 у 2009, 269 у 1999, 297 у 1989).